# Congestione sanguigna
Per congestione sanguigna si intende un accumulo di sangue in una parte del corpo o in un organo, come nel caso della congestione polmonare.
La congestione è generalmente preceduta da iperemia causata da vasodilatazione e può essere causata da un processo infiammatorio o da un rallentamento del flusso sanguigno in seguito per esempio ad insufficienza cardiaca.